# Seitajärvi
Seitajärvi är en sjö i Finland. Den ligger i kommunen Savukoski i landskapet Lappland, i den norra delen av landet, 800 km norr om huvudstaden Helsingfors. Seitajärvi ligger 251,3 meter över havet. Den är 6 meter djup. Arean är 59,9 hektar och strandlinjen är 3,74 kilometer lång. Sjön  ingår i Kemi älvs huvudavrinningsområde. 